# Rodrigo Alejandro Bueno
Rodrigo Alejandro Bueno, meist nur als Rodrigo bekannt (* 24. Mai 1973 in Córdoba; † 24. Juni 2000 in Ezpeleta, Provinz Buenos Aires) war ein argentinischer Cuarteto-Sänger, der in den 1990er Jahren sehr populär war und einen Boom dieser Musikrichtung außerhalb der Provinz Córdoba auslöste.

## Leben
Seine ersten musikalischen Erfahrungen machte Rodrigo als Gastsänger der Gruppe Chébere 1984 im Alter von elf Jahren. 1987 wurde er in einem Casting für die Band Manto Negro ausgewählt. Im selben Jahr schrieb er sein erstes Solo-Album La Foto de tu Cuerpo.
Den Zenit seiner Karriere erlebte Rodrigo zwischen 1996 – seinem ersten großen Auftritt in Buenos Aires – und 2000. In diesen Jahren entstanden seine bekanntesten Hits. 
Rodrigos Musik zeichnet sich durch einen Mix aus mehreren Musikstilen und dem Cuarteto aus. Seine bekanntesten Songs verarbeiten vor allem Einflüsse aus Pop und Merengue. Einige seiner Songs sind der Musikrichtung Comerciales zuzuordnen, die etwas langsamer als Cuarteto ist und im Rhythmus deutliche Rock-Einflüsse (Backbeat) erkennen lässt.
Rodrigo Alejandro Bueno starb am 24. Juni 2000 bei einem Verkehrsunfall zwischen La Plata und Buenos Aires, bei Ezpeleta; er war 27 Jahre alt und wird somit zum Klub 27 gezählt.

## Diskografie
- 1990: La Foto de tu Cuerpo (Polygram)
- 1991: Aprendiendo a vivir (Polygram)
- 1991: Muy Bueno (Polygram)
- 1992: Completamente Enamorado (Polygram)
- 1993: Made in Argentina (Polygram)
- 1995: Sabroso (Sony Music; AR: Platin)[2]
- 1996: Lo Mejor del Amor (Magenta)
- 1997: La Leyenda Continúa (Magenta)
- 1998: Cuarteteando (Magenta)
- 1999: El Potro (Magenta)
- 1999: A 2000 (Magenta; AR: ×3Dreifachplatin )
- 2000: Estrella Multicolor (Universal)
- 2000: Y Voy a Ser Feliz (Universal)
- 2000: El Rodrigazo (BMG-Magenta)
- 2000: La mano de Dios (BMG-Magenta; AR: ×3Dreifachplatin )
- 2000: Derroche (BMG-Magenta)
- 2000: Cuartetero y Cordobés (Magenta; AR: Platin)
- 2000: Revista Cuartetazo: Un Largo Camino al Cielo (Magenta-Editorial Atlantida)
- 2000: Megadance Hits (AR: Gold)
- 2001: Su historia vol. 1: Luna Park (BMG-Magenta; AR: Platin)
- 2001: Su historia vol. 2: Unplugged (BMG-Magenta)
- 2001: Su historia vol. 3: En vivo Teatro Astral (BMG-Magenta)
- 2001: Su historia vol. 4: Ultimo recital en Palmira (Córdoba) (BMG-Magenta)
- 2001: Su historia vol. 5: Inédito (BMG-Magenta)
- 2001: Todos Juntos Con Rodrigo (Sony Music)